# Explorer 27
Explorer 27 (również: Beacon Explorer BE-C) – mały amerykański satelita do badań jonosfery i badań geodezyjnych. Wysłany w ramach programu programu Explorer; trzeci, ostatni z serii Beacon Explorer (start pierwszego, S-66, nie powiódł się).

## Budowa i działanie
Początkowo stabilizowany obrotowo. Po rozłożeniu paneli ogniw słonecznych stabilizowany gradientem pola magnetycznego (magnes sztabkowy i pręty tłumiące). Położenie statku było mierzone magnetometrem trójosiowym i czujnikiem Słońca.
Satelita nie posiadał rejestratora, więc wszystkie dane były przesyłane jedynie w trybie rzeczywistym, gdy stacje naziemne były widoczne dla statku.
Statek został wyłączony 20 lipca 1973 z powodu powstawania interferencji z innym, ważniejszym statkiem.
Satelita pozostaje na orbicie okołoziemskiej, której trwałość szacowana jest na 3000 lat.

## Ładunek
- Sondy elektrostatyczne Langmuira, przestały pracować 13 sierpnia 1968 w wyniku gwałtownego spadku wydajności akumulatorów satelity
- Nadajniki radiowe fal spolaryzowanych pracujące na częstotliwościach 20,005, 40,010, 41,010, 360,090 MHz, do pomiaru gęstości elektronów w jonosferze
- 360 odbłyśników laserowych

Pasywny eksperyment laserowy służący określaniu położenia statku (kąta i odległości) na orbicie. Składał się z dziewięciu paneli po 40 odbłyśników kwarcowych, oświetlanych z Ziemi mikrosekundowymi impulsami lasera rubinowego.
- Eksperyment nawigacji dopplerowskiej

Eksperyment stanowiły dwa nadajniki ciągłych koherentnych niemodulowanych fal radiowych o częstotliwości 162 i 324 MHz, odbieranych przez sieć Tranet Doppler Network, w celu badań geodezyjnych. Generator fal oparty był na podwójnym rezonatorze kryształkowym, o częstotliwości podstawowej 5 MHz, plus minus 80 ppm.